# Питома витрата палива
Питома витрата палива — відношення витрати палива (на одиницю відстані або часу) до потужності, до тяги, до маси вантажу для вантажних перевезень або на одну людину при пасажирських перевезеннях. Використовується як характеристика паливної ефективності двигунів, а також транспортних засобів у вантажно-пасажирських перевезеннях. Одиниця вимірювання питомої витрати палива залежить від вибору одиниць для параметрів, що входять у визначення (об'єм чи маса палива, відстань чи час, потужність чи тяга, маса вантажу чи кількість пасажирів). Наприклад: питома витрата палива — 166 г/(к. с.·год), питома витрата палива на крейсерському режимі — 0,649 кг/(кгс·год), питома витрата авіапалива - г/(пасажир·км).

## Питома витрата палива ДВЗ
Питома витрата палива двигуна внутрішнього згоряння, що видає потужність через обертання, зазвичай виражають у грамах на 1 кВт·год. Число показує, скільки грамів палива буде витрачено двигуном за 1 год для виконання роботи, на яку потрібно 1 кВт потужності. Це число не має єдиного значення для всього робочого діапазону конкретного двигуна, але воно незмінна для свого значення частоти обертання. Точніше, значення питомої витрати незмінне для своєї частоти обертання в разі роботи на стехіометричній горючій суміші, а в разі роботи на збагаченій робочій суміші це значення дещо більше, хоча це не декларується, оскільки такі перехідні режими роботи мотора не враховуються. В інформаційних матеріалах про двигун виробник зазвичай декларує значення мінімальної питомої витрати. У випадку, якщо є достовірна діаграма потужнісної характеристики конкретного ДВЗ, то на ній крива питомої витрати палива за кривиною зазвичай дзеркально обернена до кривої крутного моменту, а мінімальне значення питомої витрати палива припадає приблизно на той самий діапазон обертів, що й максимальне значення крутного моменту. Причина в тому, що в режимі максимального крутного моменту ККД двигуна є найвищим. 
Незалежно від того, яке значення питомої витрати палива показано на діаграмі або опубліковано в інформаційних матеріалах, завжди слід розуміти, що фактична витрата палива за певного режиму обертів двигуна залежатиме від фактичного навантаження на нього — тобто, не від тієї потужності, теоретично доступної двигуну за даних обертів, а від тієї, яка за даних обертів фактично витрачена (а вона завжди менша або дорівнює теоретично доступній). Для прикладу: заявлена витрата 150 г/кВт·год за 4000 об/хв і потужності в цьому режимі 80 кВт не означає, що на частоті 4000 об/хв витрата завжди буде 12 кг палива на годину, оскільки витрата визначатиметься тільки фактично витраченою потужністю в поточних умовах руху, а вона може бути й досить незначною.
Величина питомої витрати палива не має прямого зв'язку з конструкцією двигуна: з його числом циліндрів, робочим об'ємом, типом системи живлення, наявністю наддування, конструкцією випуску. При цьому є загальні тренди, такі як: дизельні двигуни економічніші від бензинових; поршневі економічніші від роторно-поршневих і газотурбінних; двотактні поршневі економічніші від чотиритактних. Також величина питомої витрати палива двигуна не пов'язана зі стилем їзди конкретного водія, і вона завжди єдина для всіх експлуатантів цієї моделі двигуна. За однакового складу палива й умовах згоряння питома витрата пропорційна виробленню CO2.

### Бензинові двигуни
Бензиновий двигун здатний перетворювати лише близько 20-35 % енергії палива на корисну роботу (ККД = 20-35 %) і, відповідно, має високу питому витрату палива.

### Дизельні двигуни
Дизельний двигун зазвичай має ККД 30-40 %, дизелі з турбонаддуванням і проміжним охолодженням — понад 50 %. Наприклад, дизель MAN B&W S80ME-C7 за ККД 54,4 % витрачає всього 155 г палива на корисну роботу 1 кВт·год (114 г/к.с.·год)).
- Бєларус-1221 — на тракторі встановлено шестициліндровий рядний дизельний двигун з турбонаддуванням. Питома витрата палива за номінальної потужності — 166 г/(к.с.·год);
- К-744 (трактор) — питома витрата палива за номінальної потужності — 174 г/(к.с.·год);
- Wärtsilä-Sulzer RTA96-C (Вяртсіля-Зульцер - серія двотактних турбокомпресорних дизельних двигунів) — 171 г/(кВт·год) (126 г/(к.с.·год) (3,80 л/с))

### Газотурбінні двигуни
- газотурбінний агрегат МЗ з реверсивним редуктором (36 000 к.с., 0,260 кг/(к.с.·год), ресурс 5000 год) для великих протичовнових кораблів;
- двигуни другого покоління М60, М62, М8К, М8Е з підвищеною економічністю (0,200—0,240 кг/(к.с.·год)) [3].

### Поршневі авіаційні двигуни
- АШ-82 — питома витрата палива 0,381 кг/(к.с.·год) у крейсерському режимі;
- АМ-35А — питома витрата палива 0,285—0,315 кг/(к.с.·год);
- М-105 — питома витрата палива 0,270—0,288 кг/(к.с.·год);
- АЧ-30 — Авіаційний дизельний двигун ‎, питома витрата палива становить 0,150—0,170 кг/(к.с.·год).

## Питома витрата палива в реактивній авіації
Для авіаційних двигунів як показник ефективності використовується кілограм палива на кілограм-сили за годину. Для форсованих двигунів це приблизно відповідає: 0,77 кг/(кгс·год) (двигун РД-33 літака МіГ-29), 1,95 кг/(кгс·год) для двигуна НК-22 літака Ту-22М2, 2,08 кг/(кгс·год) для двигуна НК-25 літака Ту-22М3 (для останнього — близько тонни гасу на хвилину на кожен двигун на форсажі).[джерело не вказане 3028 днів]

## Інші методики вимірювання витрати палива
Для характеристики паливної ефективності літаків цивільної авіації використовується й інша величина — відношення витрати палива на 1 км відстані до кількості пасажирів, яку часто також називають питомою витратою палива. Одиниця вимірювання — грам на пасажиро-кілометр.
Порівняння аналогів середньомагістральних пасажирських літаків:
|                                        | Ту-204        | Аеробус A321     | Боїнг 757-200 | Ту-154М       |
| -------------------------------------- | ------------- | ---------------- | ------------- | ------------- |
| Пасажиромісткість, осіб                | 212           | 220              | 235           | 180           |
| Максимальна злітна маса, т             | 107,5         | 89               | 108,8         | 102           |
| Максимальне комерційне навантаження, т | 21            | 21,3             | 22,6          | 18            |
| Крейсерська швидкість, км/год          | 850           | 900              | 850           | 950           |
| Потрібна довжина ЗПС, м                | 2500          | 2500             | 2500          | 2300          |
| Паливна ефективність, г/(пас.·км)      | 19,3          | 18,5             | 23,4          | 27,5          |
| Вартість, млн. дол. США                | 35 (2007 рік) | 87-92 (2008 рік) | 80 (2002 рік) | 15 (1997 рік) |

У надзвукового Ту-144 цей показник становив приблизно 100 г/(пас.·км).

## Питома витрата палива автомобілів
Найнижчу питому витрату палива мають вантажівки середнього і великого тоннажу. За ваги часом понад 50 тонн їхня витрата може становити менше 40 л/100 км. Разом з тим, легкові автомобілі, маючи значно меншу вагу, можуть споживати пального не набагато менше.[джерело не вказане 3028 днів]
Нижче в таблиці наведено приклади питомої витрати. 
| Марка машини         | Витрата        | Споряджена/повна маса (кг) | питома витрата на 100 км, відносно маси в літрах на тонну | Питома витрата на потужність | Потужність в к. с. |
| -------------------- | -------------- | -------------------------- | --------------------------------------------------------- | ---------------------------- | ------------------ |
| Mercedes Actros 2553 | 30-50 л/100 км | 16000/56000                | 0,55-0,89                                                 | 0,16                         | 530                |
| Peugeot Boxer        | 8,4 - 10,8     | 2000/4005                  | 2,1 - 2,7                                                 | 0,09                         | 120                |
| BMW 528I             | 8-10           | 1795/2330                  | 4,7 - 3,43                                                | 0,024                        | 240                |
| ВАЗ 2131 Нива        | 9-12           | 1350/2000                  | 6(середній)                                               | 0,069 (макс.)                | 83                 |